# Vi på Saltkråkan
Vi på Saltkråkan är en svensk dramakomediserie på tretton avsnitt, som hade premiär den 18 januari 1964 och sändes varje lördag t.o.m. 11 april. För regin stod Olle Hellbom och för manus Astrid Lindgren. Till skillnad från de flesta övriga Lindgren-filmatiseringar bygger Vi på Saltkråkan inte på någon av Lindgrens böcker, utan istället skrevs boken Vi på Saltkråkan baserad på TV-serien, som följdes av bilderboken Skrållan och sjörövarna 1967. Vi på Saltkråkan är den enda av Astrid Lindgrens berättelser som skrevs direkt för TV. Långfilmen Vi på Saltkråkan hade premiär 1968, och består av hopklippta delar från TV-serien, utom avsnitten 3, 4, 7, 10 och 11.
TV-serien fick ett stort genomslag på Sveriges enda kanal, och både Torsten Lilliecrona och Maria Johansson kom att uttrycka svårigheter att gå vidare med skådespelarkarriären efteråt.

## Handling
Tjorven bor på ön Saltkråkan i Stockholms skärgård tillsammans med sin sankt bernhardshund Båtsman, sina föräldrar Nisse och Märta samt sina storasystrar Teddy och Freddy. På sommaren lämnar familjen Melkersson sitt boende i Stockholm och hyr fru Sjöbloms hus Snickargården på Saltkråkan. Tjorven och hennes familj får på så vis lära känna den jämnårige pojken Pelle, hans storebröder Niklas och Johan, deras pappa änklingen Melker samt hans dotter Malin, äldsta barnet i familjen och den som har axlat modersrollen.

## Rollista (i urval)
- Torsten Lilliecrona – Melker Melkersson
- Louise Edlind – Malin Melkersson
- Björn Söderbäck – Johan Melkersson
- Urban Strand – Niklas Melkersson
- Stephen Lindholm – "Pelle" Per[5] Melkersson
- Bengt Eklund – Nisse Grankvist
- Eva Stiberg – Märta Grankvist
- Lillemor Österlund – Teddy Grankvist
- Bitte Ulvskog – Freddy Grankvist
- Maria Johansson – "Tjorven" Karin Maria Eleonora Josefina[5] Grankvist
- Tommy Johnson – Björn Sjöblom
- Siegfried Fischer – Söderman
- Kristina Jämtmark – Stina
- Lars Göran Carlson – Krister (ej krediterad)

## Bakgrund
Astrid Lindgren skrev serien efter 30 års erfarenhet av skärgårdsliv, alltsedan hennes svärföräldrar inköpt ett sommarhus i Furusund.

### Namnet Saltkråkan
I Jungfrufjärden i Stockholms skärgård ligger Saltkråkans stångmärke på den obebodda kobben Lilla Saltkråkan. Astrid Lindgren, som hade ett sommarställe vid Furusund, uppskattade ortnamnet Saltkråkans målande struktur och skapade en myt kring namnet.
Saltkråkan var namnet på Astrid Lindgrens och hennes mans segelbåt. Saltkråkan är även namnet på segelbåten i Sigfrid Siwertz roman Saltsjöpirater.

## Inspelning

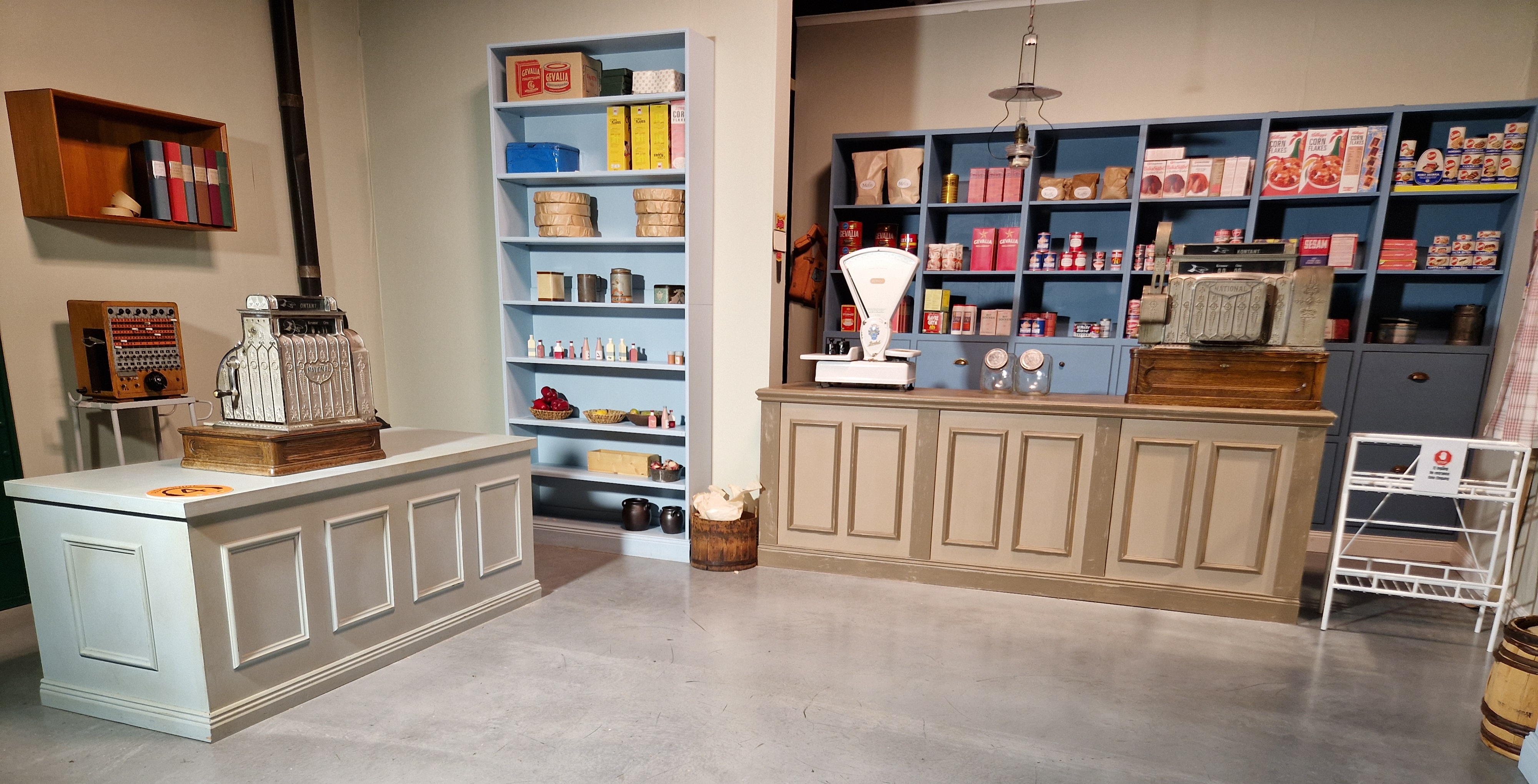
Rekonstruktion av familjen Grankvists livsmedelsaffär på Filmbyn i Småland.

Serien spelades in 1963, huvudsakligen på ön Norröra och Söderöra i Stockholms skärgård. En stor del av scenerna spelades också in i Käringsund i Eckerö på Åland, och bitvis i Öregrund.[källa behövs]
När serien spelades in fanns endast en TV-kanal i Sverige, som sände i svartvitt. Trots det spelades serien in i färg.

## Mottagande
Serien vann pris som "bästa barnserie genom tiderna" vid FN-galan 1995 där den nominerades tillsammans med bland annat Fem myror är fler än fyra elefanter och Pippi Långstrump.

## Uppföljare

### Så här går det till på Saltkråkan
TV-serien följdes av fyra biofilmer vilka 1977 klipptes om till TV-serien Så här går det till på Saltkråkan på tolv avsnitt, vilken i stort sett utelämnade de äldre barnen (Johan, Niklas, Teddy och Freddy) för att istället kretsa mer kring den växande Skrållan:
- 1964 – Tjorven, Båtsman och Moses
- 1965 – Tjorven och Skrållan
- 1966 – Tjorven och Mysak
- 1967 – Skrållan, Ruskprick och Knorrhane

### TV-teater
En teaterversion av TV-serien, Saltkråkan, i regi av Pernilla Skifs, spelades in på Göta Lejon och visades på TV 1995.

### Nyinspelning
I april 2021 aviserade Sveriges Television en nyinspelning med en handling som utspelar sig på 2020-talet. Inspelningen drog igång sommaren 2024 och serien kommer ha premiär under 2025.

## Avsnitt
| Nr | Titel                                               | Premiärdatum     |
| -- | --------------------------------------------------- | ---------------- |
| 1  | En dag i juni                                       | 18 januari 1964  |
| 2  | Ro, ro till Fiskeskär                               | 25 januari 1964  |
| 3  | Vilse i dimman (fortsättning på avsnitt 2)          | 1 februari 1964  |
| 4  | Midsommar på Saltkråkan                             | 8 februari 1964  |
| 5  | Denna dagen - ett liv                               | 15 februari 1964 |
| 6  | Sjörövarna                                          | 22 februari 1964 |
| 7  | Vad händer på Kattskär? (fortsättning på avsnitt 6) | 29 februari 1964 |
| 8  | Far ända in i baljan                                | 7 mars 1964      |
| 9  | Ett litet djur åt Pelle                             | 14 mars 1964     |
| 10 | Visst finns det tomtar                              | 21 mars 1964     |
| 11 | Räven raskar över isen                              | 28 mars 1964     |
| 12 | Snickargården i fara                                | 4 april 1964     |
| 13 | Melker får napp! (fortsättning på avsnitt 12)       | 11 april 1964    |